# Polyphon

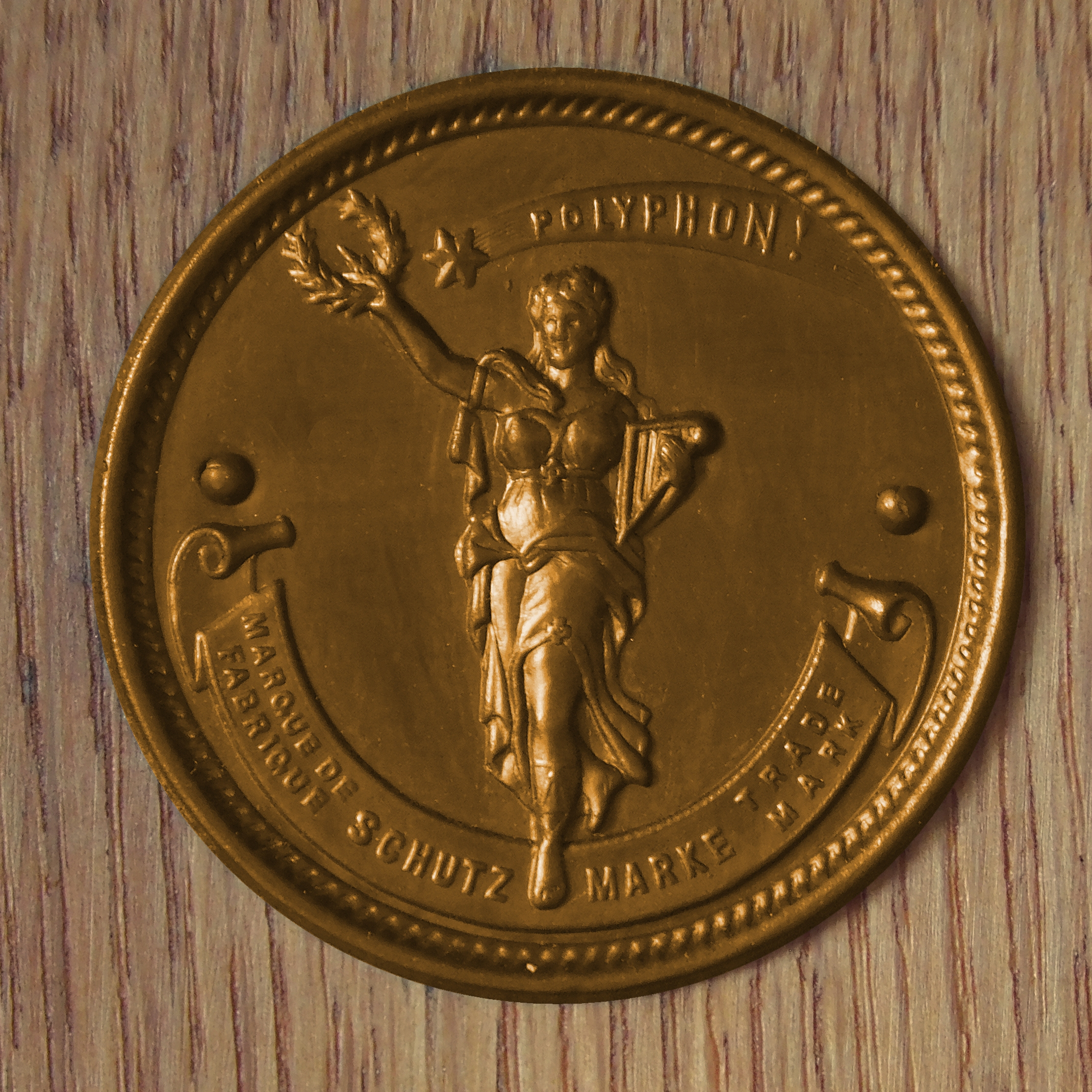
Polyphon-merkplaatje

Animatie van de werking van een dynamische windvleugel; links ingeklapt met lage snelheid, rechts uitgeklapt met hoge snelheid

Polyphon is een Duits mechanisch muziekinstrument (schijvenspeeldoos) en een platenlabel.

## Geschiedenis bedrijf
De oprichters van de PolyPhon waren Gustave Brachhausen en Paul Reissner, medewerkers van Lochmannscher Musikwerke, Kuhno Lochmann & Co in Leipzig die de schijvenspeeldoos Symphonion in 1885 op de markt brachten. In 1889 verlieten zij het bedrijf en richtten het bedrijf Firma Brachhausen & Rießner op dat een verbeterde versie onder de naam Polyphon op de markt bracht. De firma exposeerde de  Polyphon op de Leipziger Herfstbeurs in 1890 en in 1891 werd het als handelsmerk geregistreerd.
- 1894: De Polyphon werd op de wereldtentoonstelling van 1894 (Antwerpen) bekroond met een zilveren medaille.
- 1895 (1 april): De bedrijfsnaam werd Polyphon Musikwerke AG, rond de eeuwwisseling waren er 800 mensen in dienst en de jaarlijkse productie bedroeg 40.000 Polyphons.[1]
- 1900: Op de wereldtentoonstelling van Parijs werd de hele collectie met goud bekroond.
- 1904: De onbreekbare plaat van plaatstaal met een celluloid coating.
- 1914 (25 juli): Registratie van het handelsmerk Polydor (muziekinstrumenten, bladmuziek, cilinders, platen en apparaten).
- 1917 (24 april): Aankoop Deutsche Grammophon AG, nieuwe bedrijfsnaam: Polyphonwerke AG, het latere Deutsche Grammophon.

Vanaf het begin van de 20e eeuw nam de concurrentie sterk toe vooral de ontwikkeling van de grammofoon en de platenindustrie zorgden voor een daling van de vraag. Na de Eerste Wereldoorlog kreeg het bedrijf financiële problemen en in 1922 ging het bedrijf "Polyphon" failliet.
Het platenlabel werd door de Polyphon Musikwerke AG geregistreerd in 1908. Sinds 1913 hanteerde Polyphon het label Polydor.

## Polyphon (schijvenspeeldoos)
Het woord Polyphon is afgeleid van het Griekse polyphoni, dat 'verscheidenheid aan geluiden' betekent. Het apparaat werd in 1870 uitgevonden, vanaf 1885 in Leipzig geproduceerd en vanaf 1897 werd het in productie genomen door Polyphon Musikwerke uit Wahren in de buurt van Leipzig. De apparaten werden over de hele wereld geëxporteerd en er werd platen voor geleverd voor de Engels-, Frans- en Duitstalige markten. De catalogus breidde zich vervolgens ook uit in het Russisch, Pools en voor de Balkanregio.

## Beschrijving
De Polyphon vertoont grote gelijkenis met het Symhonion, er zijn een aantal verbeteringen aangebracht. Het bedrijf verkreeg tussen 1890 en 1894 in totaal zeven patenten en 12 registraties van modellen, in totaal werden gedurende de gehele productieperiode meer dan 100 patenten verkregen. De  belangrijkste verbeteringen waren de aandrijving, de dempers en het verbeterde sterrad. De aandrijving van de platen was voor de kleine formaten centraal en voor de middelgrote en grote (>15 inch) langs de rand. Voor de centrale aandrijving bevinden zich naast de middenspil twee pennen die in gaten van de plaat grijpen. Middelgrote en grotere apparaten hebben een schijf met aan de buitenrand gaten, het aandrijfwiel grijpt met nokken in ronde gaten en beweegt zo de plaat.

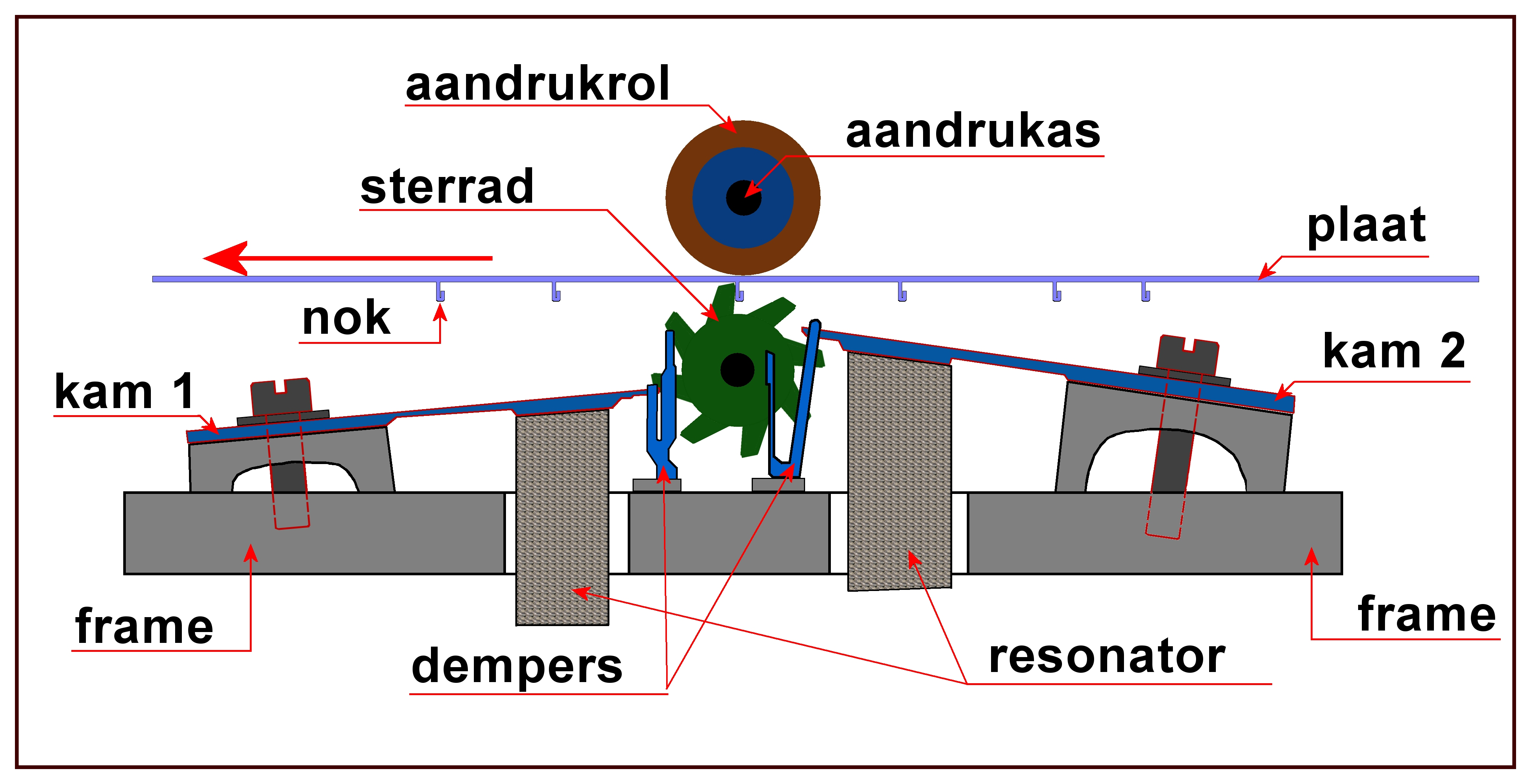
Constructie speelmechaniek
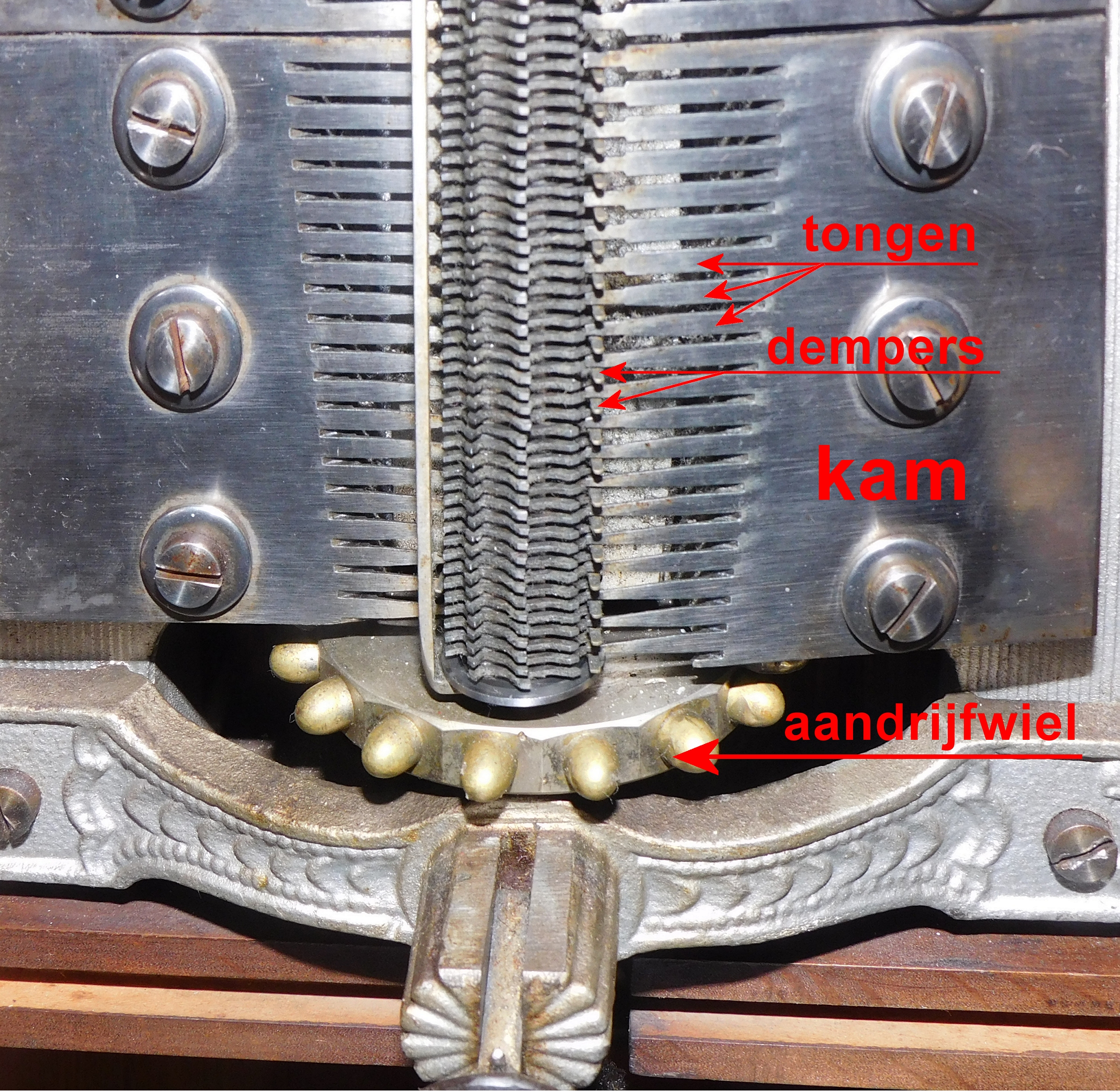
Kam-aandrijfwiel
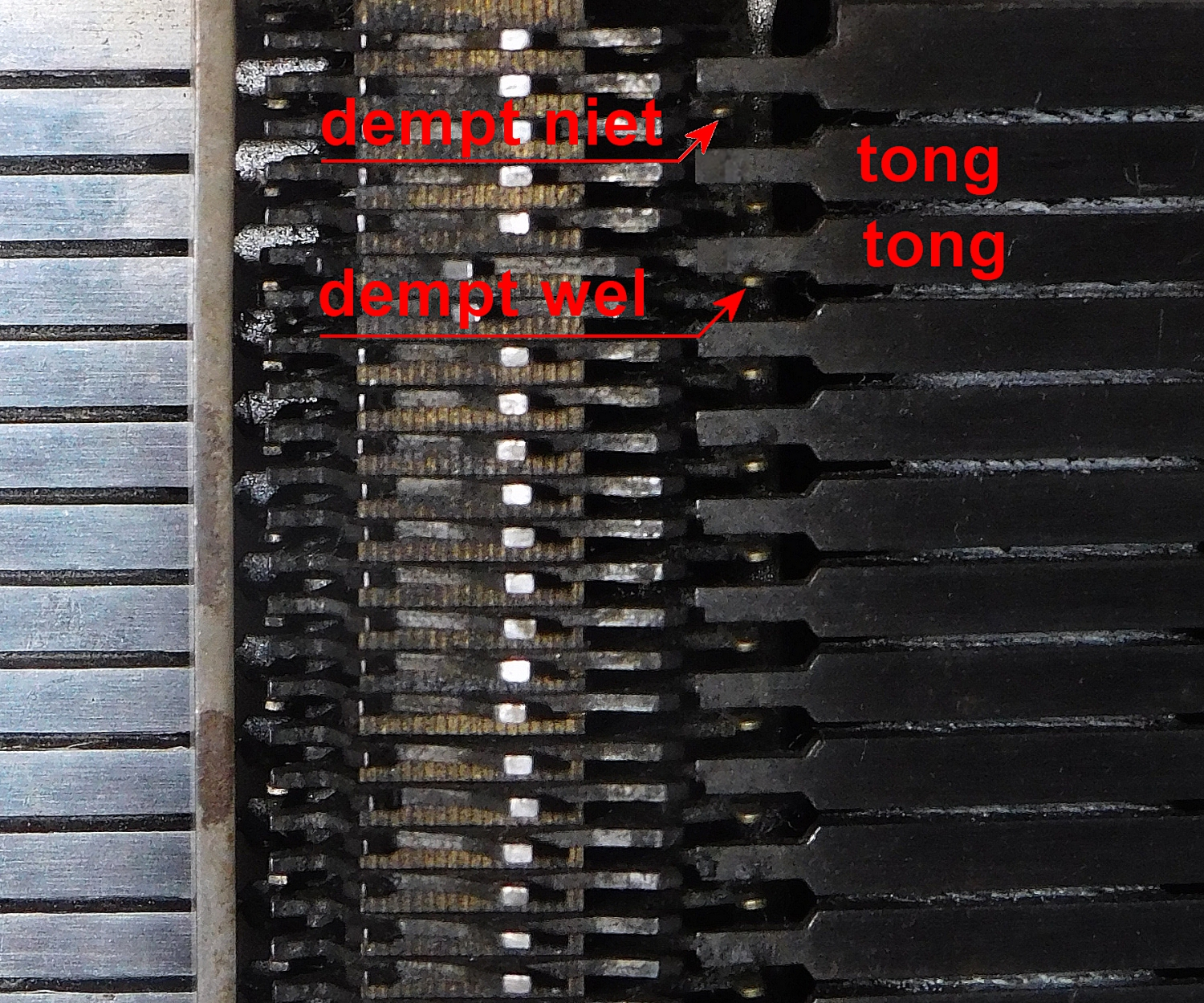
Tongen en dempers
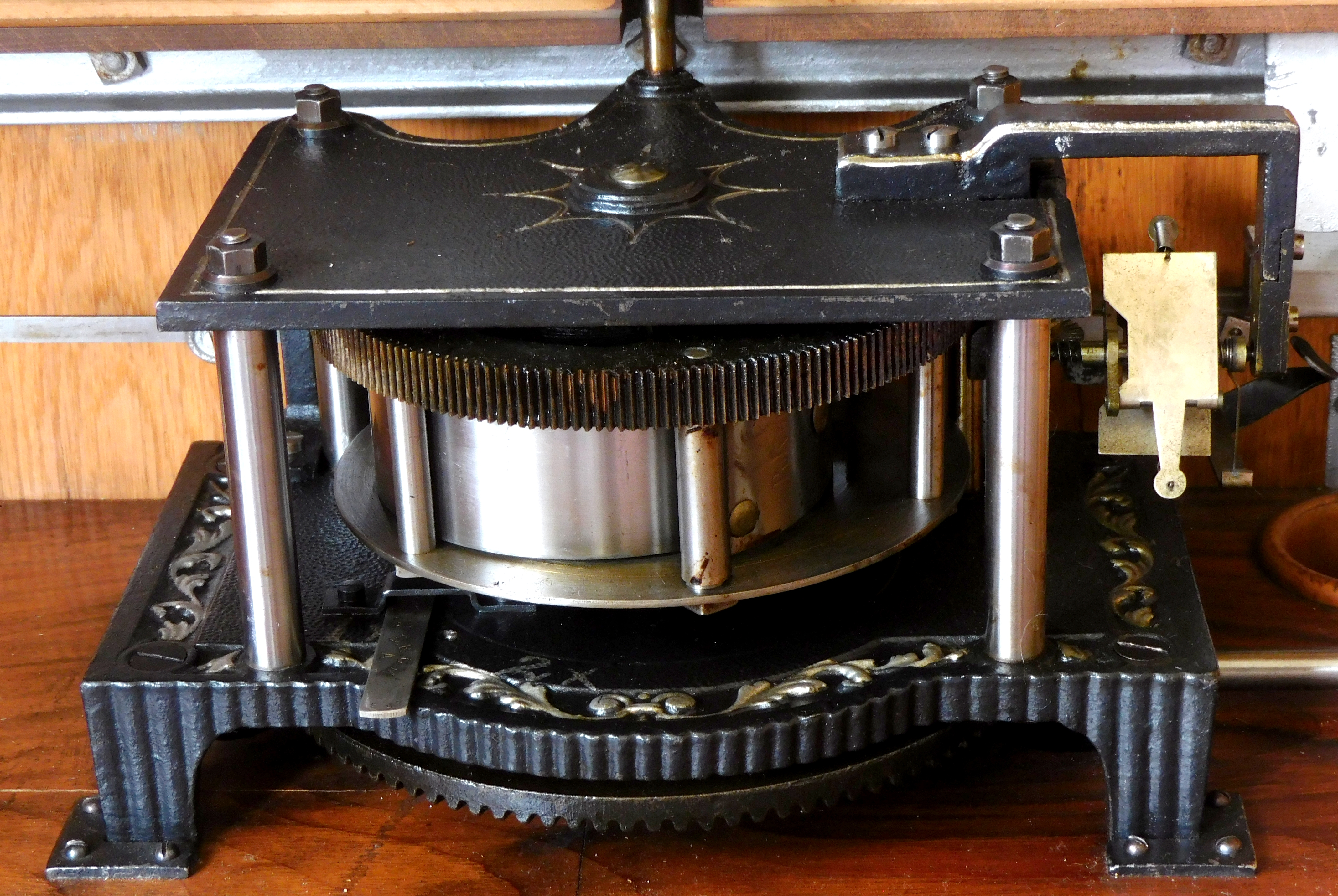
Veermotor
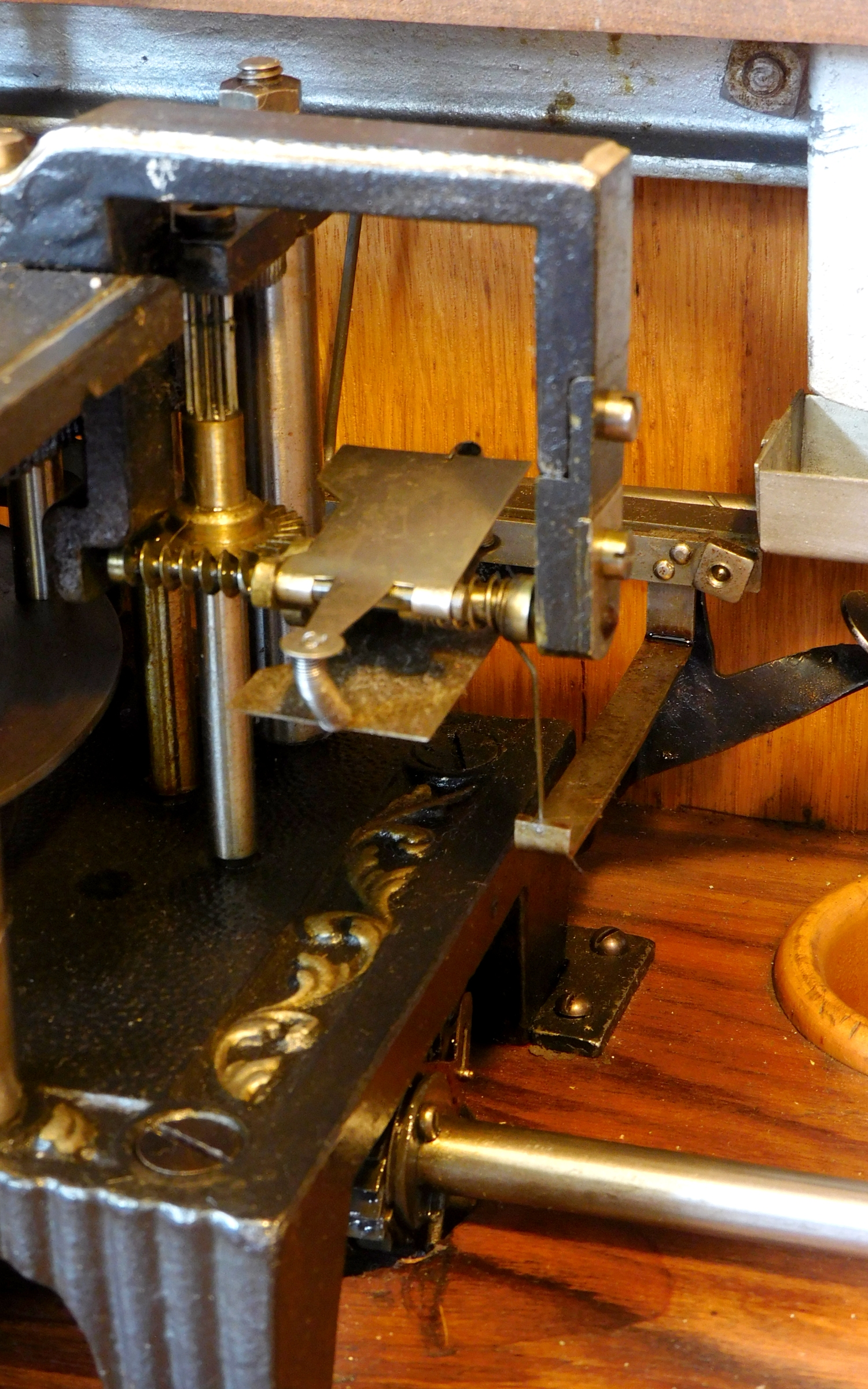
Windvleugel
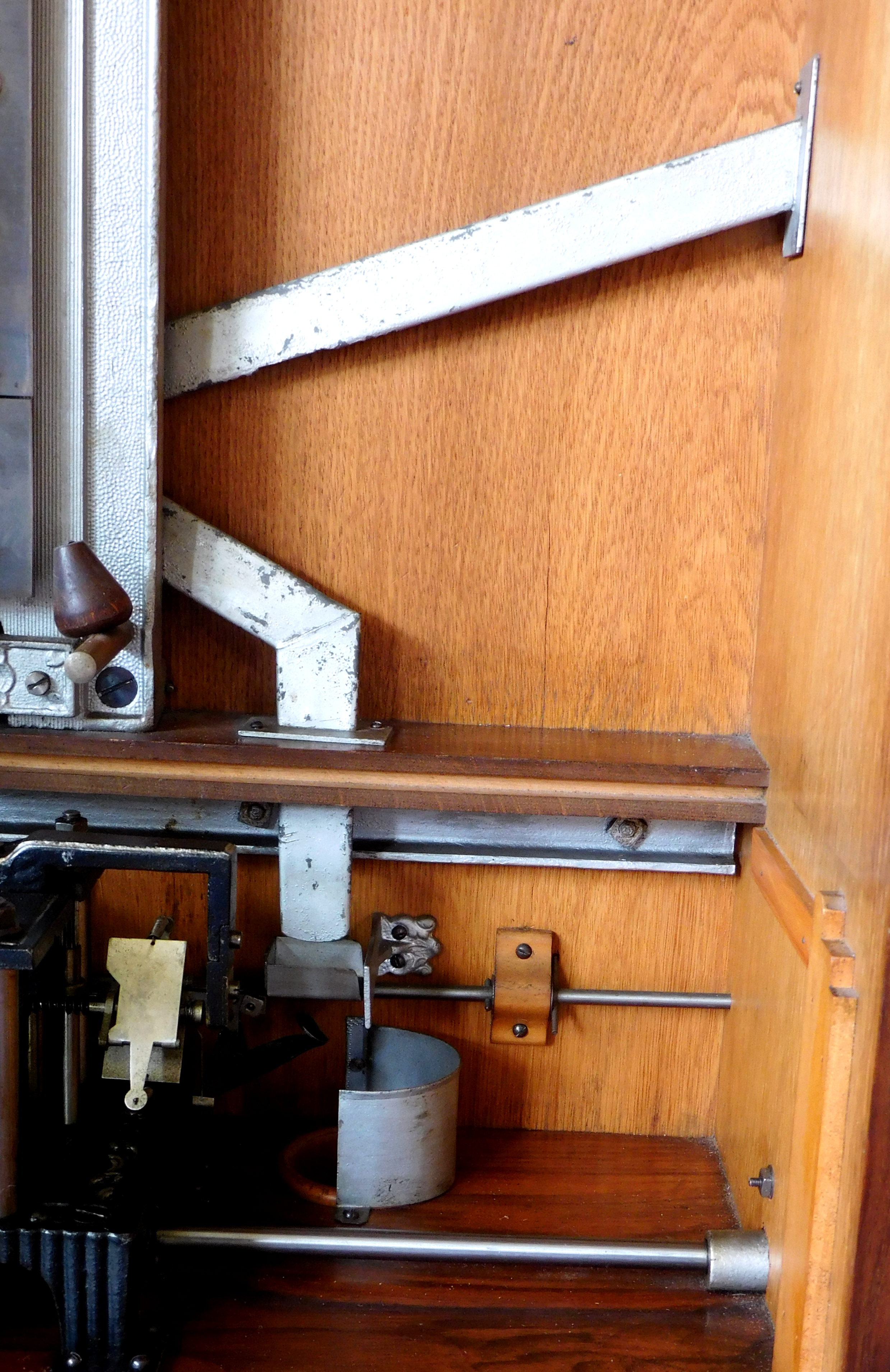
Muntinworp

### Tandas
Op de tandas zijn de onafhankelijk ronddraaiende sterraderen gemonteerd die worden aangedreven door de nokken aan de onderzijde van de plaat. De nokken bewegen de raderen op de tandas die op hun beurt met de vorige/volgende tand de tongen van de speelkam aanslaan.

### Kam
De stalen kam is uit een stuk vervaardigd, de tongen zijn platte staven eenzijdig ingeklemd. Om de tongen voor de lage tonen niet te lang te moeten maken zijn verzwaringen (resonatoren)  aangebracht. Om de geluidskwaliteit nog beter te maken werden dubbele kammen gemonteerd elk met tongen met verschillende massa-veerkrachtverhoudingen. De ene kam klinkt luid terwijl de andere zacht klinkt, soms worden beide tongen gelijktijdig aangeslagen wat dan een bijzondere volle klank geeft.

### Demper
Als een tong in trilling is gebracht en snel daarna weer eenzelfde noot moet worden gespeeld is de tong nog in trilling waardoor een hinderlijk krassend geluid ontstaat. De nog bewegende tong wordt door het sterrad abrupt tot stilstand gebracht waardoor dit geluid ontstaat. De demper is een platte flexibele veer die is bevestigd naast de tong, zodanig dat deze als eerste door de tand van het sterrad wordt aangeraakt. Hierdoor wordt de tong gedempt en kan de volgende toon worden gespeeld.

### Veermotor
De aandrijving van de plaat wordt verzorgd door een veermotor. De beweging wordt gestart door een startmechaniek eventueel voorzien van muntinworp, ook is er een stopmechanisme voorzien om de plaat desgewenst na een omwenteling te stoppen. De capaciteit van de veermotor is voldoende om zonder opwinden meerdere nummers af te spelen.

### Windvleugel
Om het verschil tussen de strak opgewonden veer en de bijna afgelopen veer te compenseren wordt, net als bij het slagwerk van een klok, de afspeelsnelheid geregeld door een aerodynamische rem (windvleugel). De Polyphons hebben meestal verstelbare windvleugels, de bladen worden op hun plaats gehouden door veren. Tijdens de draaibeweging worden de windvleugels door de middelpuntvliedende kracht naar buiten gedrukt tegen de veerwerking in. Hierdoor neemt de luchtweerstand toe, zodat de beweging wordt afgeremd tot een constante snelheid.
Toonomvang van het grootste model (24,5-inchplaten) met twee kammen en 82 tongen is 340-3960 Hz. e' - b' 3,5 octaaf.

## Plaatformaten
| inch   | cm   |
| ------ | ---- |
| 6 1/2  | 16,5 |
| 8      | 20,7 |
| 8 1/4  | 20,7 |
| 9 1/2  | 24,3 |
| 9 3/4  | 24,6 |
| 11 1/4 | 28,1 |
| 14 1/2 | 36   |
| 15 3/4 | 39,8 |
| 17 1/2 | 45   |
| 19 5/8 | 50   |
| 22 1/2 | 56   |
| 24 1/2 | 62,5 |
| 25 1/4 | 63   |
| 28     | 71   |
| 32     | 80   |